# Giovanni Berlinguer

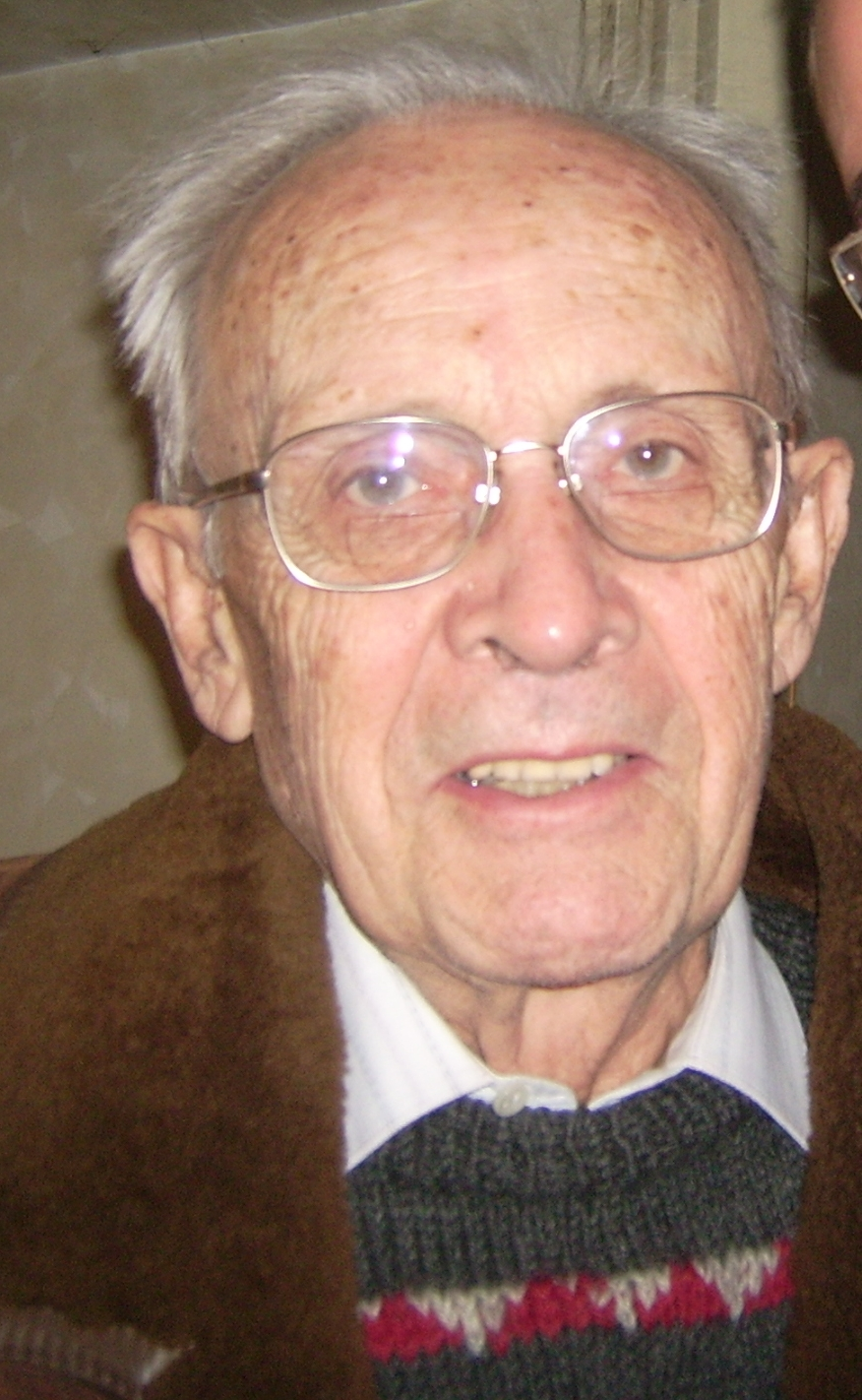
Giovanni Berlinguer

Giovanni Berlinguer (* 9. Juli 1924 in Sassari; † 6. April 2015 in Rom) war ein italienischer Politiker.

## Leben
Sein Vater war der italienische Politiker Mario Berlinguer und sein Bruder war der italienische Politiker Enrico Berlinguer. Berlinguer studierte Medizin. Als Hochschullehrer war er für Sozialmedizin in Italien tätig. Er war Mitglied der Kommunistischen Partei Italiens, später Mitglied der Democratici di Sinistra und Sinistra Democratica. Von 1972 bis 1983 war er Abgeordneter in der Camera dei deputati in Rom, von 1983 bis 1992 Senator im Senato della Repubblica. Von 2004 bis 2009 war er als Abgeordneter im Europäischen Parlament tätig, wo er seit 2004 Alterspräsident war.